# Jessey Voorn
Jessey Voorn (født 17. marts 1990) er en hollandsk basketballspiller som deltog i de olympiske lege 2020.